# Kenneth Faried
Kenneth Faried er en amerikansk basketballspiller, som spiller for det amerikanske basketballhold Houston Rockets. Kenneth faried er 2,03 meter høj og vejer 103 kg. Han gik på Technology High School i Newark, New Jersey og senere på Morehead State College fra 2007 til 2011.
Han blev udnævnt til NBA Draft i 2011 og blev valgt som nr 22. Han er kendt for sin hurtighed og vilde dunks.[kilde mangler]